# القنب الهندي في لوكسمبورغ
القنب الهندي في لوكسمبورغ تم إلغاء تجريم القنب الهندي للاستخدام الترفيهي وتم إضفاء الشرعية عليه للاستخدام الطبي في لوكسمبورغ. تعتمد المقاضاة على كمية الحشيش التي يمتلكها المرء. منذ عام 2001 تم استبدال عقوبة السجن بغرامة مالية تتراوح من 250 إلى 2500 يورو.

## التشريع
في أبريل 2001 قامت لوكسمبورغ بتحديث قانونها السابق لعام 1973 وأعادت تصنيف الحشيش كمواد خاضعة للرقابة من الفئة ب، ولا تستحق سوى غرامة على أول جريمة مما أدى إلى إلغاء تجريم الحيازة الشخصية بشكل فعال.
في نوفمبر 2018 أعلنت الحكومة أنها ستشرعن الاستخدام الترفيهي للقنب ربما في أواخر عام 2021، على الرغم من عدم تحديد جدول زمني دقيق بعد. في أكتوبر 2021 أعلنت الحكومة عن خطط لإضفاء الشرعية على زراعة ما يصل إلى أربعة نبتات للقنب لكل أسرة للاستخدام الشخصي.

## القنب الطبي
في نوفمبر 2017 أعلن وزير الصحة عن برنامج تجريبي مدته سنتان يمكن للوكسمبورج بموجبه الحصول على مستخلصات القنب وشبائه للأغراض الطبية. في يونيو 2018 وافق المشرعون بالإجماع على مشروع قانون لتقنين الاستخدام الطبي للقنب.